# Kpanroun
Kpanroun ist ein Arrondissement im Departement Atlantique in Benin. Es ist eine Verwaltungseinheit, die der Gerichtsbarkeit der Kommune Abomey-Calavi untersteht. Gemäß der Volkszählung von 2013 hatte Kpanroun 9679 Einwohner, davon waren 4725 männlich und 4954 weiblich.